# Leonard Mountain Chief
Leonard Mountain Chief (* 6. November 1939 in der Blackfeet Reservation in Montana; † 29. März 1999 in Heart Butte, Montana) war ein US-amerikanischer indianischer Aktivist, Schauspieler und Countrymusiker.
Mountain Chief war Rancher und Aktivist für die Nation der Blackfeet. Für drei Wahlperioden vertrat er sie in als Chairman des Land Bureau and Tribal Gaming Committee.
Immer wieder wurde er für Filme verpflichtet; schon als Kind spielte er eine erste Rolle. Insgesamt verzeichnet seine Filmografie 18 Auftritte, dazu kommen mehrere Dokumentarfilme. Am bekanntesten sind seine Rollen in The Patriot – Kampf ums Überleben und My West.
Als Musiker war er als Fiddle-Spieler bei zahlreichen Auftritten (u. a. auch in Nashville) auf Country-Jamborees zu hören; er begleitete auch Größen wie Willie Nelson und Waylon Jennings.